# シードノベル
シードノベル（시드 노벨、Seed Novel）は、韓国のD&Cメディア（디앤씨미디어）が刊行するライトノベルレーベル。2007年7月25日創刊。NTノベルなどの韓国の既存のライトノベルレーベルと同様に、小さな判型で月に1度の同時発売などを特徴にしており、韓国国内作家の作品のみを刊行している。
創刊時のみ25日発売。以降は、毎月1日発売。
創刊ラインナップの内の1冊である『幽霊王』は、日本・韓国両国で漫画原作者として活動している林達永（イム・ダリョン）によるもので、のちに漫画化され、日本では『コミックヴァルキリー』で連載され、単行本も刊行されている。創刊ラインナップはほかに、『ミヤルのブランコ』、『超人同盟にようこそ!』（パン・ジェウォン）。
期限を設けずに作品を募集するシードノベル・コンテスト（시드노벨 공모전）を行っており、カン・ミョンウンらが入賞し、作品が刊行されている。当初は電子メールで作品を応募することができたが、2007年7月31日以降は、電子メールでの投稿は受け付けていない。

## 刊行リスト
2011年1月1日までに刊行された作品。（刊行順）
作品名、作者名、刊行冊数。題名の訳は暫定的な直訳。
- 유령왕 THE PHANTOM KING / 임달영 / 既刊5巻 - 『幽霊王』 / イム・ダリョン（林達永）
- 미얄의 추천 / 오트슨 / 既刊6巻 - 『ミヤルのブランコ』 / オトゥスン
- 초인동맹에 어서오세요! / 반재원 / 既刊7巻 - 『超人同盟にようこそ!』 / パン・ジェウォン
- 스트로베리 UFO Strawberry UFO / 이신영 / 全3巻完結 - 『ストロベリーUFO』
- 소년 연금술사 / 토돌 / 全3巻完結 - 『少年錬金術師』
- 포니테일 대마왕 / 장소연 / 既刊3巻 - 『ポニーテール大魔王』
- 환상처단자 / 리체 / 1巻 - 『幻想処断者』 - シードノベル・コンテスト入選作
- 보이드 워커 / 류승현 / 1巻 - 『ボイドワーカー』
- 에덴의 아이들 / 유광희 / 既刊2巻 - 『エデンの子供たち』
- 제로 퍼펙트 디멘션 ZERO PERFECT DIMENSION / 임달영 / 既刊4巻 - 『ゼロ パーフェクトディメンション』 / イム・ダリョン（林達永）
- 녹턴 아르페지오 Nocturne Arpeggio / 루탱 / 1巻 - 『ノクターンアルペジオ』 - シードノベル・コンテスト入選作
- 꼬리를 찾아줘! / 강명운 / 既刊6巻 - 『しっぽを探して!』 / カン・ミョンウン - シードノベル・コンテスト入選作
- 마법서와 수학정석 / 권혁진 / 全3巻完結 - 『魔法書と数学定石』
- 해한가 / 나승규 / 全5巻完結
- GGG / 이시백 / 1巻 - 『GGG』
- 그녀는 교주다 / 김인현 / 全3巻完結 - 『彼女は教主だ』
- 망향교회 HEAVY METAL MINISTER / 이효원 / 既刊3巻 - シードノベル・コンテスト入選作
- 정의소녀환상 / 키온 / 既刊2巻 - 『正義少女幻想』
- K에 대한 보고서 / 한재경 / 1巻 - 『Kに対する報告書』
- 소울루프 SOUL LOOP / 김준형 / 既刊3巻 - 『ソウルループ』
- 우리들의 커튼콜 / 니힐 / 全3巻完結 - 『私たちのカーテンコール』
- 환수고교 SUPERNATURAL REPORT / 토돌 / 全3巻完結
- 링 ring / 땅별 / 全3巻完結 - 『リング』 - シードノベル・コンテスト入選作
- 프린세스 키스 PRINCESS KISS / Avra / 全3巻完結 - 『プリンセスキス』 - シードノベル・コンテスト入選作 - イラスト：CUTEG
- 아이언 하트 IRON HEART / 이금영 / 既刊6巻 - 『アイアンハート』 - シードノベル・コンテスト入選作
- 그대에게 만능주문을! / 류은가람 / 全1巻 - 『君に万能呪文を!』
- 워드월드 WORD WORLD / 라이큐 / 1巻 - 『ワード・ワールド』
- 방과 후의 3월토끼 / 강명운 외 11인 / 全1巻 - 『放課後の3月ウサギ』
- 마그나카르타2 꿈꾸는 자들의 레퀴엠 / 이도경 / 全1巻 - 『マグナカルタ2 夢見る者たちのレクイエム』
- 트레스패서 TRES PASSER / 권병수 / 既刊2巻 - 『トレス・パサー』
- 개와 공주 / NZ / 既刊2巻 - 『犬と姫』
- 히어로이즈 HEROIZE / 라이큐 / 既刊2巻 - 『ヒーローイズー』
- 카니스 디루스 CANIS DIRUS / 방지연 / 既刊2巻 - 『カニスー・ディルスー』
- EFS 엑스마키나 EFS ex Machina / 백호 / 既刊2巻 - 『EFSエクスマキナ』 / 白虎（ペコ） - イラスト：CUTEG
- 원고지 위의 마왕 / 최지인 / 既刊3巻 - 『原稿用紙上の魔王』 / チェ・ジイン
- 소나기×소나기 / 류은가람 / 1巻 - 『ユウダチ×ユウダチ』
- 나와 호랑이님 / 카넬 / 1巻 - 『俺と虎様』 - シードノベル・コンテスト入選作
- 몬스터 프린세스 / 토돌 / 1巻 - 『モンスター・プリンセス』
- 스페로 스페라 / 나승규 / 上·下巻 - 『スペロ・スペラ』

## 参考資料
1. ↑  시드노벨의 발매일이 매달 1일로 변경되었습니다. - 「シードノベルの発売日が毎月1日に変更されました」シードノベル編集部ブログ、2007年8月19日